# Phasganocnema
Phasganocnema is een kevergeslacht uit de familie van de boktorren (Cerambycidae). De wetenschappelijke naam van het geslacht werd voor het eerst geldig gepubliceerd in 1922 door Schmidt.

## Soorten
Phasganocnema omvat de volgende soorten:
- Phasganocnema garnieri Juhel, 2012
- Phasganocnema melanianthe (White, 1853)